# Libertad Cerro de Agua
Libertad Cerro de Agua är en ort i Mexiko.   Den ligger i kommunen Tezonapa och delstaten Veracruz, i den sydöstra delen av landet, 270 km öster om huvudstaden Mexico City. Libertad Cerro de Agua ligger 301 meter över havet och antalet invånare är 308.
Terrängen runt Libertad Cerro de Agua är varierad, och sluttar söderut. Runt Libertad Cerro de Agua är det ganska tätbefolkat, med 100 invånare per kvadratkilometer. Närmaste större samhälle är Cosolapa, 10,8 km öster om Libertad Cerro de Agua. I omgivningarna runt Libertad Cerro de Agua växer i huvudsak städsegrön lövskog.